# Мегурень (Прахова)
Мегурень, Мегурені (рум. Măgureni) — село у повіті Прахова в Румунії. Адміністративний центр комуни Мегурень.
Село розташоване на відстані 72 км на північ від Бухареста, 24 км на північний захід від Плоєшті, 68 км на південь від Брашова.

## Населення
За даними перепису населення 2002 року у селі проживали 4630 осіб, з них 4629 осіб (> 99,9%) румунів. Рідною мовою 4628 осіб (> 99,9%) назвали румунську.